# Hohlraumresonator
Hohlraumresonatoren sind Gebilde, in denen sich durch Resonanz eine stehende Welle, meist mit verschiedenen Moden, bilden kann.
In der Hochfrequenztechnik werden Hohlraumresonatoren bei Frequenzen oberhalb von etwa 1 Gigahertz an Stelle von Schwingkreisen eingesetzt, weil sie geringere Verluste und somit einen hohen Gütefaktor aufweisen. In Teilchenbeschleunigern dienen sie – hier oft als Kavitäten bezeichnet – zur Beschleunigung elektrisch geladener Teilchen.
Auf akustischen Hohlraumresonatoren beruhen beispielsweise viele Musikinstrumente.

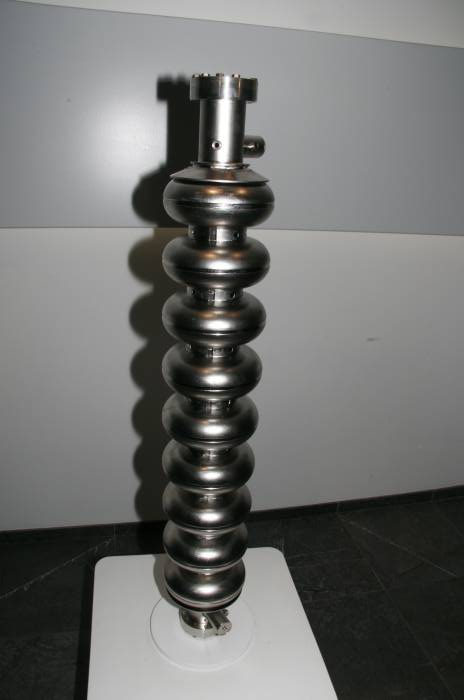
Supraleitender Hohlraumresonator mit 9 Zellen zur Beschleunigung von Elektronen. Material: Niob, Resonanzfrequenz 1,3 GHz, Länge 1,25 m

## Hohlraumresonatoren in der Hochfrequenztechnik
Mit Hohlraumresonatoren lassen sich gute Filter auch für sehr hohe Frequenzen bauen.
Die Berechnung aller Eigenfrequenzen eines quaderförmigen Raumes kann mit der bereits 1896 von Lord Rayleigh beschriebenen Formel erfolgen:
{\displaystyle f_{0}={\frac {c}{2\pi {\sqrt {\epsilon _{r}\mu _{r}}}}}{\sqrt {\left({\frac {n_{\text{x}}\pi }{l_{\text{x}}}}\right)^{2}+\left({\frac {n_{\text{y}}\pi }{l_{\text{y}}}}\right)^{2}+\left({\frac {n_{\text{z}}\pi }{l_{\text{z}}}}\right)^{2}}}}
Dabei ist {\displaystyle \epsilon _{r}} die relative Permittivität und {\displaystyle \mu _{r}} die relative Magnetische Permeabilität des den Raum ausfüllenden Mediums. {\displaystyle l_{\text{x}},l_{\text{y}}} und {\displaystyle l_{\text{z}}} sind Länge, Breite und Höhe des Raums. Die positiv ganzzahligen Parameter {\displaystyle n_{\text{x}},n_{\text{y}}} und {\displaystyle n_{\text{z}}} bezeichnen die Ordnungen der Moden in den jeweiligen Richtungen. Einer dieser drei Parameter kann gleich Null sein.
Beispielberechnung der Resonanzfrequenzen für elektromagnetische Wellen in einem Hohlraumresonator
| {\displaystyle \mathrm {n_{x}} } | {\displaystyle \mathrm {n_{y}} } | {\displaystyle \mathrm {n_{z}} } | f0        |
| -------------------------------- | -------------------------------- | -------------------------------- | --------- |
| 1                                | 1                                | 0                                | 901,4 MHz |
| 2                                | 1                                | 0                                | 1,25 GHz  |
| 1                                | 0                                | 1                                | 1,58 GHz  |
| 0                                | 1                                | 1                                | 1,68 GHz  |
| 3                                | 1                                | 0                                | 1,68 GHz  |

Ein Hohlraumresonator hat unendlich viele Resonanzfrequenzen; die Ordnungszahlen enden nicht wie in der Beispieltabelle bei drei.
Je höher die Frequenz, desto dichter liegen die Resonanzfrequenzen beieinander, so dass bei endlicher Bandbreite die Trennung ab einer oberen Frequenzgrenze nicht mehr möglich ist.
Um eine Schwingung im Hohlraumresonator hervorzurufen, muss Energie zugeführt werden. Ohne Energiezufuhr klingt die Schwingung wegen der unvermeidlichen Dämpfung wieder ab. Die Energie wird in der Regel durch einen Wellenleiter zugeführt. Dessen Ankopplung muss je nach Art des Wellenleiters und der Modi, die angeregt werden sollen, erfolgen. Man kann kapazitive und induktive Ankopplung unterscheiden.

### Anwendungen von Hochfrequenz-Hohlraumresonatoren
- In der Mikrowellentechnik: Ein- und Auskoppel-Resonatoren in Klystrons, Wellenmesser
- Ein Magnetron enthält viele gekoppelte Hohlraumresonatoren gleicher Frequenz
- Pillbox (Kavität)
- Teilchenbeschleunigung, siehe Linearbeschleuniger

## Hohlraumresonatoren in der Akustik

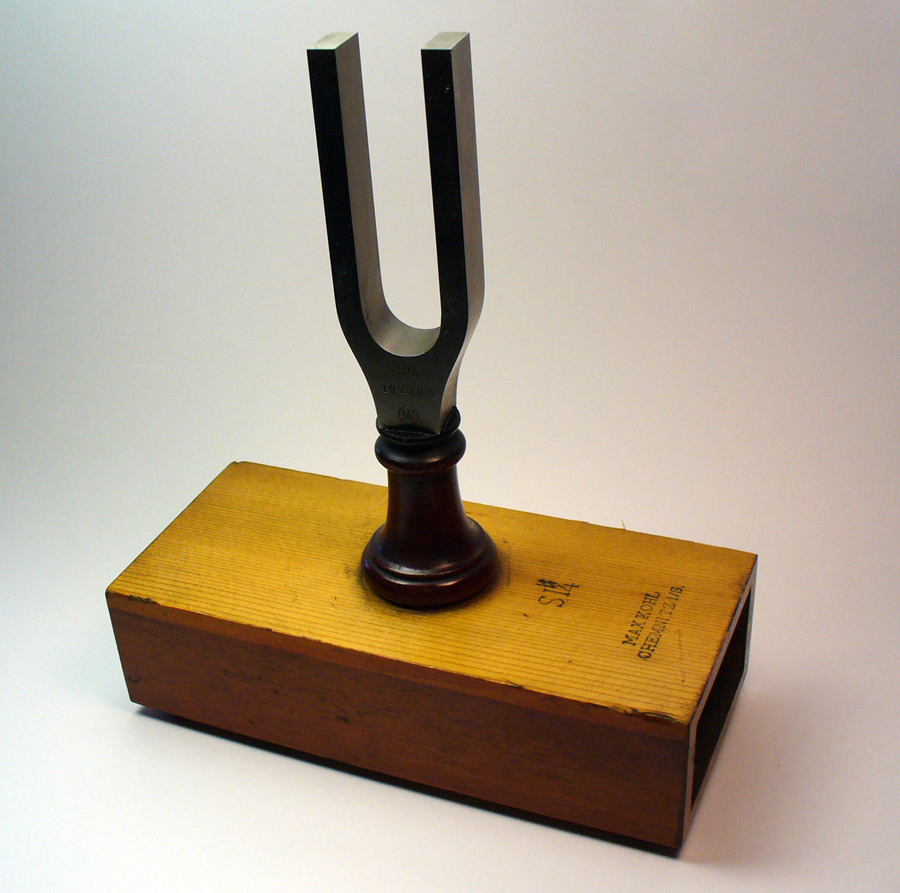
Der einseitig geschlossene Hohlraumresonator unter der Stimmgabel ist abgestimmt auf 1/4 der Wellenlänge (bei 440 Hz und Raumtemperatur 19 °C) und verstärkt die Lautstärke erheblich.

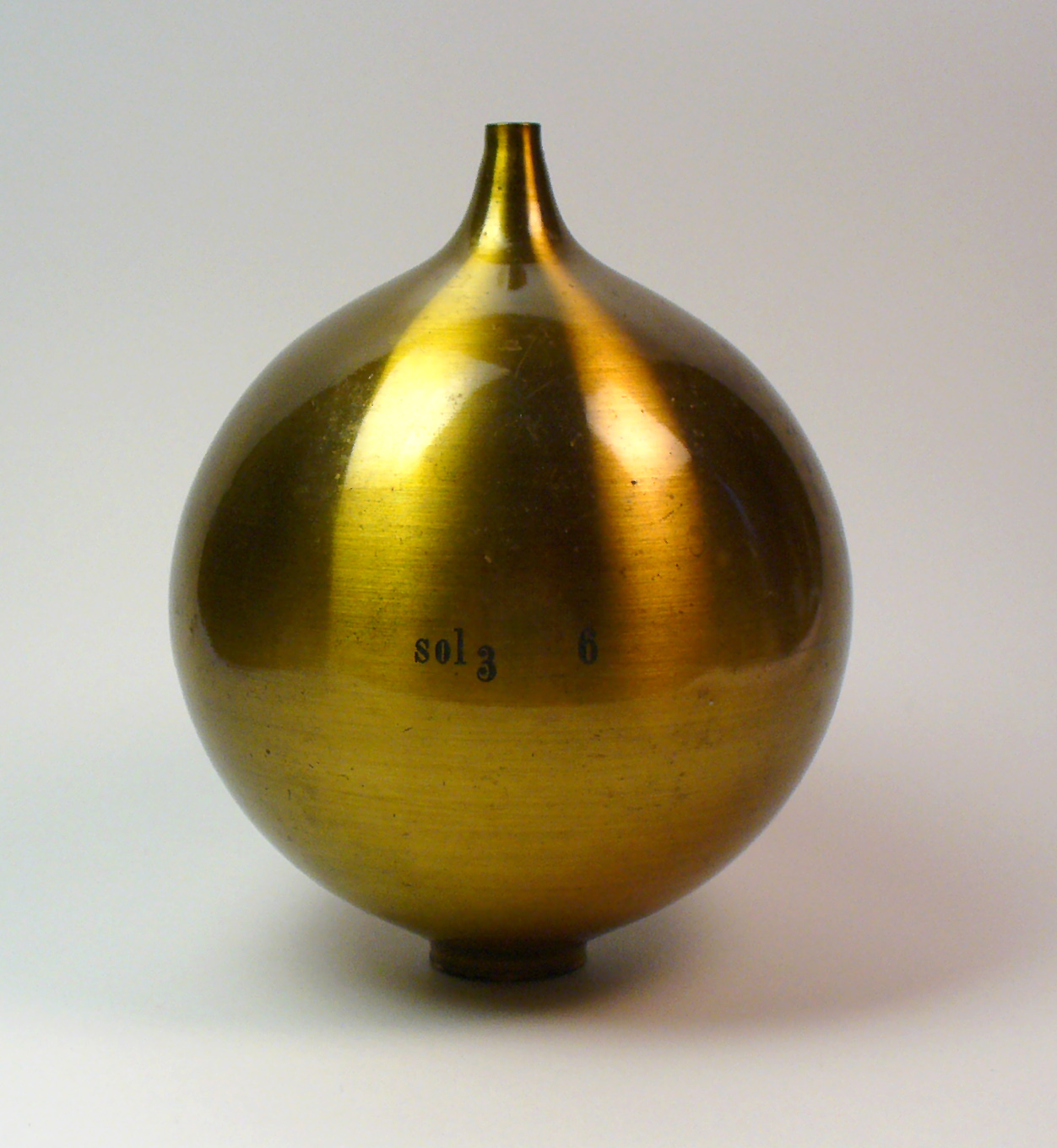
Helmholtz-Resonator aus Messing von ca. 1900

In der Akustik spielen beidseitig und einseitig offene sowie geschlossene Hohlraumresonatoren eine große Rolle.

### Beispiele für beidseitig offene Resonatoren
Die Wellenlänge der Grundresonanz ist das Doppelte der Rohrlänge.
- Flöten und die meisten anderen Holzblasinstrumente: Durch Blastechnik und Griffe können die Grundwelle und mehrere Harmonische angeregt werden.
- Resonanzrohre unter den Klangplatten von Xylophonen und Metallophonen
- Kundtsches Rohr

### Beispiele für einseitig offene Rohre
Die Wellenlänge der Grundresonanz ist das Vierfache der Rohrlänge.
- Gedackte Orgelpfeifen
- Zylindrische Rohrblattinstrumente (Klarinette). Hier sind ungeradzahlige Oberwellen bzw. geradzahlige Harmonische anregbar.

### Beispiele für geschlossene Resonatoren
- Geschlossene Räume: Kleine Räume weisen ausgesprochen diskrete Eigenfrequenzen, die Raummoden, auf. Überlagern sich bei großen Räumen wie Kirchen alle Raummoden zu einem Kontinuum, wird dies als Hall bezeichnet.
- Helmholtz-Resonator und Bassreflexboxen haben Grundresonanzen, die auf anderen Gesetzmäßigkeiten basieren. Hier schwingt die Luftmasse im Hals bzw. im Bassreflexrohr gegen die Elastizität des Volumens, die Grundresonanzen sind niedriger, als es die geometrischen Abmessungen erwarten lassen.
- Verstärkungseffekt bei der photoakustischen Spektroskopie: Die Schallstärke bei niedrigen Gaskonzentrationen ist gering und kann durch akustische Resonanz im Hohlraum bis um den Faktor 100 angehoben werden.